# Charles François Louis Delalot
Charles François Louis, vicomte Delalot, né à Paris le 17 avril 1772 et mort à Paris le 27 octobre 1842, est un homme politique français.

## Biographie
Fils d'un conseiller-secrétaire du roi, le vicomte Delalot prit part, à la fin de la session de la Convention nationale, à l'insurrection royaliste du 13 vendémiaire an IV, au cours de laquelle il commanda les grenadiers de la section Lepelletier, qui marchèrent sur l'Assemblée. Condamné à mort par le conseil militaire siégeant au Palais-Égalité, « pour avoir signé un arrêté portant ordre de faire battre la générale et invitation aux sections voisines de se mettre sous les armes », il ne dut son salut qu'à la fuite. Il obtint, par la suite, la révision de ce jugement.
Sous la Restauration, il collabora au Journal des débats et se fit un nom parmi les écrivains du parti royaliste modéré. Le 15 novembre 1820, il fut élu député par le collège de département de la Marne. Il adressa alors à ses électeurs un discours où l'on remarquait cette déclaration : « Je trouverai dans mon propre cœur un attachement vrai, sincère, sans réserve pour notre Charte constitutionnelle, gage de stabilité si nécessaire à tous les intérêts, autel de la concorde où tous les Français qui veulent le salut de la patrie doivent se serrer étroitement pour étouffer leurs divisions dans des embrassements fraternels. »
Le 8 janvier 1821, il combattit la demande de six douzièmes provisoires présentée par le ministère. Il fit partie de la commission d'organisation municipale (7 mars), s'opposa énergiquement au rétablissement de la censure (5 juillet) : « Est-ce à la Charte ou aux ministres, dit-il, que vous avez jugé d'être fidèles ? La société a le droit, et la Charte l'a reconnu, de réprimer les excès par les lois ; mais vouloir interdire l'usage des facultés qui ont été données naturellement à l'homme, c'est attenter à son essence divine. »
Réélu le 10 octobre 1821, il fut membre de la commission de l'adresse qui renversa le ministère (21 novembre). Le gouvernement fit ensuite échouer sa candidature aux élections générales de 1824, et il ne rentra à la Chambre des députés que le 24 novembre 1827, élu par le collège de département de la Charente.
À l'ouverture de la session de 1827, il fut porté sur la liste de cinq noms proposés pour la présidence de la Chambre, mais le roi lui préféra Pierre-Paul Royer-Collard. Delalot combattit la politique ultra-royaliste et signa l'adresse des 221. Il obtint sa réélection le 3 juillet 1830, adhéra à la monarchie de Juillet, mais ne fut pas réélu en 1831.

## Publications
Outre des articles dans Le Journal des débats, signés Z..., Delalot a publié un ouvrage : De la Constitution et des lois fondamentales de la monarchie française (1814).

## Source
- « Charles François Louis Delalot », dans Adolphe Robert et Gaston Cougny, Dictionnaire des parlementaires français, Edgar Bourloton, 1889-1891 [détail de l’édition]